# Result (schooner)
Le Result est une ancienne goélette à trois-mâts lancé en 1893. Elle servit de navire de service jusqu'en 1967. Pendant une courte période de la Première Guerre mondiale elle servit pour la Royal Navy en tant que navire-leurre (en anglais : Q-ship).  

Il est préservé par le Ulster Folk and Transport Museum (en) dans un quartier de Belfast en Irlande du Nord.

Il est enregistré comme bateau du patrimoine maritime du Royaume-Uni par le National Historic Ships UK   en 1996 et au registre de la National Historic Fleet.

## Construction
Le navire a été commandé  en 1892 au chantier Paul Rodgers & Co. à Carrickfergus, en Irlande du Nord, par la compagnie maritime Thomas Ashburner & Co. basée à Barrow-in-Furness dans le Comté de Cumbria. Mais des problèmes financiers ont forcé le chantier naval à le vendre au chantier Robert Kent & Co. de Ayr pour son achèvement et lancé en janvier 1893. La conception et la collaboration des deux chantiers a abouti à baptiser le navire Result.

## Histoire
Result a d'abord été exploité par la société Ashburner jusqu'en 1909, puis vendu au Capitaine Henry Clake de Braunton dans le North Devon. En Mars 1914, il a été équipé d'un moteur auxiliaire Kromhout de 45 cv. 
En Janvier 1917,Result a été réquisitionné par la Royal Navy pour servir en tant que navire-leurre avec le Pennant number Q23. Il fut armé de deux canons de QF 12 pounder 18 cwt naval gun (en) à l'avant et à l'arrière du mât principal, d'un canon de 6 livres et de 2x1 tube lance-torpilles fixe de 14 pouces (360 mm) à l'arrière et de grenades anti-sous-marine. L'équipage de 23 hommes était commandé par le lieutenant Philip Mack. 

Le bateau fut rendu à ses propriétaires en août 1917.
Puis Result a été employé au transport pour l'industrie ardoisière au pays de Galles, au départ de Porthmadog vers Anvers et d'autres ports européens, puis le long de la côte sud de l'Angleterre. Pendant la plus grande partie de l'entre-deux-guerres, le bateau a été détenu conjointement par le capitaine Clarke et le capitaine Tom Welch, également de Braunton, mais peu de temps avant le déclenchement de la Seconde Guerre mondiale, la propriété exclusive est passée au capitaine Welch.  Pendant la Seconde Guerre mondiale, Result a été employé dans le canal de Bristol pour le transport du charbon en provenance des ports du sud du pays de Galles. 

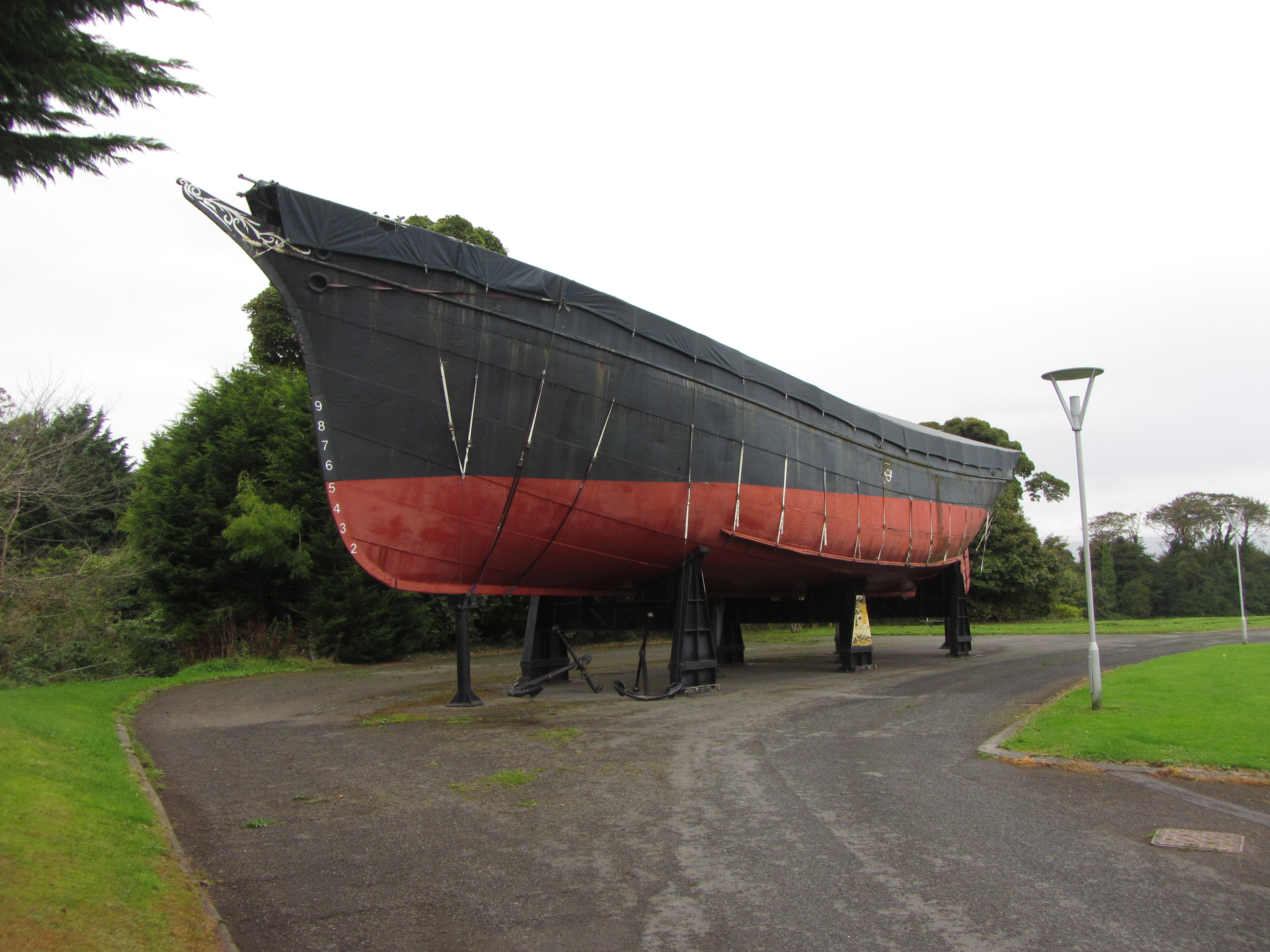

En 1946, Result a été réaménagé avec un nouveau moteur de 120 cv. En 1950, il a été employé pour prendre part au tournage de Le Banni des îles, film britannique dirigé par Carol Reed, et mettant en vedette Trevor Howard et Ralph Richardson. Il a été réaménagé pour sa part à Appledore, et le tournage a eu lieu autour des îles Scilly.  
Result a repris son service précédent en Janvier 1951 et, sous la propriété du Capt. Peter Welch, a été employé jusqu'en 1967. Il a été le dernier navire de son genre encore en activité jusqu'à cette date. Puis il a été reconverti en yacht-charter à Jersey jusqu'à la mort du Capitaine Welch. Puis il fut vendu au Ulster Folk and Transport Museum de Belfast où, en 1970, il a été restauré au chantier naval Harland and Wolff.
En 1979, Result a été transporté sur le site du musée où il est exposé à quai.